# Robert van Severen
Philippus van Severen (Brugge, 3 januari 1711 - 2 augustus 1792) was onder de kloosternaam Robertus de laatste abt van de Abdij Onze-Lieve-Vrouw Ten Duinen in Brugge.

## Levensloop
Hij was een zoon van Jan Baptist van Severen (Izegem, 1676 – Brugge, 1746) en Marie-Anne (de) Beert († Brugge, 1721). Jan Baptist van Severen was een belangrijk veehouder en -handelaar, die zich in Brugge kwam vestigen en woonde in de Smedenstraat. Nauw betrokken bij de Sint-Salvatorskerk, als kerkmeester en penningmeester, werd hij in deze kerk begraven, onder een grote zerk in witte marmer, waarop zijn gezinstoestand omstandig werd uiteengezet. Het gezin kreeg zeven kinderen: Marie-Anne, Jan-Baptist, Johanna, Philippus, Laurentius, Franciscus en Theresia.
De grootouders van de abt langs vaders zijde heetten Rogier van Severen (Izegem, 1646-1722) en Johanna van de Pitte (Kooigem, ca. 1650 - Izegem, 1714). Ze kregen elf kinderen. Rogier behoorde tot een familie van landbouwers, afkomstig uit Menen, die aan een maatschappelijke opgang bezig was, onder meer door zich te specialiseren in de winstgevende veeteelt. Rogier werd baljuw van Izegem.
Robertus sprak in januari 1732 zijn geloften uit als cisterciënzer in de Duinenabdij en ontving op 26 maart 1735 de priesterwijding, waarna hij onmiddellijk werd aangesteld als econoom van de abdij. Hij was in een handelaarsmilieu opgegroeid en deze aanstelling hoefde dan ook niet te verwonderen, ook al was hij nog geen vijfentwintig.
Op 4 juni 1748 werd hij tot abt verkozen, functie die hij bleef uitoefenen tot aan zijn dood op 2 augustus 1792, hetzij gedurende vierenveertig jaar. Als econoom en als abt wist hij de abdij uit zijn financiële problemen te helpen.
Van Severen zette de bouw in gang van een nieuwe kerk voor de abdij, de Heilige Maagd Mariakerk. De bouwmeester die hij er mee belastte was Emmanuel Van Speybrouck. De zus van de abt, Theresia van Severen (1717-1784), was getrouwd met Karel Coutteau (1713-1792), van de gelijknamige Torhoutse familie. Het huwelijk bleef kinderloos en liep in 1764 uit op een echtscheiding. Het echtpaar had een nichtje, Maria Coutteau (1736-1802), die trouwde met de bouwmeester Emmanuel van Speybrouck (1726-1787). Deze verwantschap was voor de abt, ondanks de ingetreden echtscheiding van zijn zuster, geen beletsel tot nauwe samenwerking met een familielid van de uit de echt gescheiden man.
De laatste jaren van abt Van Severen werden overschaduwd door de revolutionaire troebelen. In 1783 overleefde de abdij de sluiting van kloosters die door keizer Jozef II werd bevolen. De nieuwe kerk was toen in opbouw en werd in 1788 ingewijd. In 1789-1790 hielden de abt en zijn monniken zich op afstand van de Patriottenrevolutie. Pas was de abt overleden of einde 1792 vond de eerste Franse inval plaats. De abdij ondervond er geen nadelen van, tenzij die van opgelegde belastingen. Bij de tweede Franse inval in 1794 werd 220.000 gulden extra belastingen opgelegd. In april 1796, tijdens de beloken tijd, werd de inboedel van de abdij in beslag genomen en verkocht. Op 15 november 1796 werd de abdij opgeheven, de abdijgebouwen verbeurd verklaard en de gemeenschap, bestaande uit een twintigtal monniken, uitgedreven. Het tijdens decennia door abt Van Severen zorgvuldig opgebouwde vermogen diende om de zware oorlogsheffingen te betalen.
Abt Van Severen toonde binnen zijn familie aan dat de weg naar de hoogste gezagsorganen voor leden van de burgerij vaak langs de clerus liep. Zonder edelman te zijn kon hij in eigen stad abt worden van een vermaarde abdij en kon hij vele jaren tot de top van de beslissers behoren in het oude graafschap, dankzij zijn lidmaatschap van de Staten van Vlaanderen.
Hij werd op het kerkhof van zijn abdij begraven.